# Brian Boitano
Brian Anthony Boitano (* 22. Oktober 1963 in Mountain View, Kalifornien) ist ein ehemaliger US-amerikanischer Eiskunstläufer, der im Einzellauf startete. Er ist der Olympiasieger von 1988 und der Weltmeister von 1986 und 1988.

## Leben und Karriere
Im Jahr 1982 schaffte es Boitano, als erster Amerikaner einen dreifachen Axel zu landen. Er wurde 1984 Vizemeister bei den nationalen Meisterschaften, was ihm einen Platz für das Olympiateam sicherte. Bei seinen ersten Olympischen Spielen wurde er in Sarajevo Sechster.
1985 gewann er seine erste von vier nationalen Meisterschaften. Bei der ersten Weltmeisterschaft nach dem Rücktritt seines Landsmanns Scott Hamilton errang er mit Bronze hinter Alexander Fadejew und Brian Orser seine erste Weltmeisterschaftsmedaille. Bereits ein Jahr später wurde Brian Boitano in Genf Weltmeister, vor Orser und Fadejew.
1987 stellte er den Sprung vor, der sein Markenzeichen werden sollte, der „Tano Triple Lutz“, ein dreifacher Lutz, bei dem er seinen linken Arm über seinen Kopf hob. In der Saison 1986/87 und später bei der Weltmeisterschaft 1988 versuchte er einen vierfachen Sprung, aber landete ihn nicht sauber, zwei Mal kam er auf beiden Beinen zu stehen. 1987 hatte Boitano bei der Weltmeisterschaft in Cincinnati ein Heimspiel, stürzte jedoch beim Versuch seines vierfachen Toeloops und musste Brian Orser den Vortritt lassen. Das Ereignis trug viel zu der Rivalität zwischen Boitano und Orser bei, die bei den Olympischen Spielen 1988 in der „Battle of the Brians“ (Schlacht der Brians) ihren Höhepunkt erreichen sollte.
Boitano war am Anfang seiner Karriere hauptsächlich als Springer bekannt und half mit, den Sport technisch auf ein höheres Niveau zu bringen. Erst beim Scheitern der Verteidigung seines Weltmeisterschaftstitels 1987 konzentrierte er sich mehr auf die Verbesserung seiner künstlerischen Fähigkeiten.
Nach dieser Heimniederlage entschieden Boitano und seine Trainerin Linda Leaver, dass etwas verändert werden musste, wollte Boitano 1988 Olympiasieger werden. Um seine künstlerischen Fähigkeiten zu verbessern, engagierte er die Choreographin Sandra Bezic um für ihn ein Programm für die Olympiasaison zu konzipieren.
Bezic erstellte ein Programm mit klaren Linien, das die läuferischen Fähigkeiten des 1,80 m großen Boitano akzentuierte. Das Kurzprogramm basierte auf Giacomo Meyerbeers Ballett Les Patineurs und die Kür auf der Filmmusik zu Napoleon. Das Programm kam gut an und Boitano sowie dessen Trainerin und Choreographin waren von der Stärke so überzeugt, dass sie entschieden, keinen vierfachen Toeloop zu riskieren.
Bei den nationalen Meisterschaften bekam Boitano von acht der neun Punktrichter eine 6,0. Seine Kür war mit Fehlern behaftet, aber er gewann und ging als nationaler Meister in die Olympischen Spiele, wie auch sein großer Konkurrent Brian Orser für Kanada.
Die Olympischen Spiele 1988 in Calgary, bei der es zur „Battle of the Brians“ kam, wie die Medien das Spektakel nannten, wurden der Höhepunkt von Boitanos Karriere. Die Pflichtfiguren beendete Boitano als Zweiter vor Orser, das Kurzprogramm gewann Orser vor Boitano und so waren die beiden vor der Kür fast gleich auf. Boitano gewann die Kür und somit auch die Goldmedaille, mit fünf zu vier Punktrichterstimmen zu seinen Gunsten.
Nach den Olympischen Spielen nahm Boitano wie auch Orser an der Weltmeisterschaft teil und auch hier konnte Boitano den Kanadier bezwingen.
Danach beendete er seine Amateurkarriere und wurde Profi. Er dominierte die Profiwettbewerbe, gewann zehn von ihnen in Folge, davon fünf Weltmeisterschaften. 1990 trat Boitano im Tanzfilm Carmen on Ice auf; für seine Darstellung des Don José bekam er einen Emmy in der Kategorie Outstanding Performance in Classical Music/Dance Programming. Für die Olympiasaison 1993/94 ließ sich Boitano reamateurisieren. Die ISU verabschiedete, um dies zu ermöglichen, eine Klausel, die „Boitano Rule“, nach der sich Professionelle wieder reamateurisieren lassen konnten.
Bei den nationalen Meisterschaften musste sich Boitano Scott Davis geschlagen geben, schaffte aber die Nominierung für die Olympischen Spiele in Lillehammer. Im Kurzprogramm verpatzte er zum ersten Mal in seiner Karriere seine Dreifach-Axel-Kombination und hatte so keine Medaillenchance mehr. Er lief dennoch eine gute Kür und beendete das Turnier als Sechster. Danach wechselte er wieder zu den Profis. Er begann gemeinsam mit Katarina Witt die dreijährige erfolgreiche US-Tournee Witt und Boitano Skating, bei deren Auftritt selbst die Karten im Madison Square Garden ausverkauft waren. 1996 wurde Boitano in die United States Figure Skating Hall of Fame und die World Figure Skating Hall of Fame aufgenommen.

Im Dezember 2013 benannte Barack Obama ihn als Mitglied der offiziellen Delegation der USA für die Olympischen Winterspiele in Sotschi. Dies nahm Brian Boitano zum Anlass, sich als homosexuell zu outen. Er wird in einer von USA Today veröffentlichten Stellungnahme so zitiert: 

„Ich bin ein Sohn, ein Bruder, ein Onkel, ein Freund, ein Sportler, ein Koch, ein Autor. Und schwul zu sein ist nur ein weiterer Teil von mir.“

## Rezeption
In der Episode The Spirit Of Christmas 2 der Zeichentrickserie South Park löst er das Problem, wer an Weihnachten wichtiger ist: Jesus oder der Weihnachtsmann. Im Kinofilm South Park: Der Film – größer, länger, ungeschnitten ist ihm der Song „What Would Brian Boitano Do?“ (Deutsch: „Was würde Brian Boitano tun?“) gewidmet.

## Ergebnisse
| Wettbewerb / Jahr                | 1982 | 1983 | 1984 | 1985 | 1986 | 1987 | 1988 | 1994 |
| -------------------------------- | ---- | ---- | ---- | ---- | ---- | ---- | ---- | ---- |
| Olympische Winterspiele          |      |      | 5.   |      |      |      | 1.   | 6.   |
| Weltmeisterschaften              |      | 7.   | 6.   | 3.   | 1.   | 2.   | 1.   |      |
| US-amerikanische Meisterschaften | 4.   | 2.   | 2.   | 1.   | 1.   | 1.   | 1.   | 2.   |

## Filmografie
- Blades of Glory (dt.: Die Eisprinzen), 2007 (USA)
- Brian Boitano: Canvas of Ice, 1988 (USA), gemeinsam mit Katarina Witt
- Carmen on Ice, 1990 (Deutschland), gemeinsam mit Katarina Witt und Brian Orser